# Cleopatra (romanzo)
Cleopatra è un romanzo storico scritto da Colleen McCullough e pubblicato nel 2007 a New York dalla casa editrice Simon & Schuster. Il libro è stato tradotto in 11 lingue, e in Italia è uscito nello stesso anno, in una traduzione a cura di Federica Aceto, Angelo Arecco, Giovanni Garbellini, Alessandra Petrelli, Alessandra Roccato, Marco Zonetti, Andrea Zucchetti e Roberta Zuppet.
È l'ultimo volume di una saga ambientata nell'Antica Roma, che racconta gli ultimi decenni della Repubblica romana, dall'avvento di Gaio Mario a quello di Augusto.

## Trama

### Contenuto storico
La narrazione, che comprende gli anni dal 43 a.C. al 29 d.C., ripercorre tutte le vicende politiche, militari e familiari di Cleopatra e dei membri del Secondo triumvirato. Così scorrono gli scontri tra le varie personalità del periodo che, dopo la fine di Giulio Cesare corrisponde all'ascesa di Ottaviano Augusto, alla rovina di Marco Antonio e della dinastia cui si era votato: la Dinastia Tolemaica. Ogni azione è sviscerata con la massima cura: lo scenario passa continuamente dall'Urbe alle regioni dell'Asia minore, dall'Egitto alla Grecia. Le alleanze, le usurpazioni, i tradimenti e la politica matrimoniale e persino i progetti riguardanti i figli dei protagonisti (non di rado appena nati) sono finalizzati allo scioglimento finale, per altro ben noto al lettore.

### Caratterizzazione dei personaggi principali
Cleopatra è descritta come una donna troppo presa dalle possibilità del primogenito Cesarione, che vorrebbe re di Roma, non accontentandosi per lui della carica sacrale di Faraone. Per tali motivi, pur amando assai il triumviro Marco Antonio, è convinta che egli esista per i piani da lei concepiti. Quanto ai loro figlioli, saranno al servizio del fratello-dio. Cleopatra crede che Cesarione, in quanto figlio di Cesare, abbia questi ed altri diritti e inoltre istiga Antonio, sostenendo che lui, non Ottaviano, aveva diritto alla successione di Cesare, basandosi su un lontano grado di parentela che qui viene forzato fino a diventare più stretto del legame tra Cesare e Ottaviano.
Cesarione appare come un bambino eccezionale, quindi come un adolescente non compiacente verso la madre. Si insiste sulla somiglianza rivelatrice col padre Giulio Cesare e si mette in campo una teoria secondo cui il popolo di Roma, non appena vedrà il giovinetto, lo eleverà senz'altro ai massimi onori. Il primo a non crederci è il ragazzo stesso.
Marco Antonio viene dipinto come un debole, incline al bere e pronto a profittare delle vittorie dei suoi generali (priva Publio Ventidio Basso di un trionfo). Geloso di Ottaviano, violento con la moglie Fulvia che pure era scesa in guerra per lui assieme al fratello Lucio Antonio, pochissimo interessato ai suoi figli, non comprende Cleopatra e il suo bisogno di esternare il potere e la vorrebbe lontana dai campi di battaglia. Stravede per Cesarione, ma alla fine il ragazzo si rinchiude in sé.
Ottaviano è ritenuto molto calcolatore, ma nonostante la scarsa simpatia che sembra ispirare, egli ha ragioni concrete di sfiducia verso Antonio. Infatti, in Italia mancano il grano e altri beni primari d'importazione, perché Sesto Pompeo ha mano libera nella pirateria e l'atteggiamento passivo di Antonio costringe gli abitanti della Penisola ad anni di carestia, inflazione e sofferenze. E Ottaviano se la dovrà cavare grazie al suo miglior generale, M. V. Agrippa; da Antonio avrà solo una dubbia neutralità.
Ottavia è una perfetta matrona romana, pronta a sobbarcarsi la prole di tutti i membri della famiglia. Si sostiene che tanta dedizione alle cure familiari sia frutto di un'intolleranza del fratello Ottaviano verso i comportamenti di devianza, perciò la due volte vedova Ottavia non può risposarsi nell'equivoco che darà il buon esempio alla società romana. Di fatto si accolla tutti i figli di Antonio (delle mogli precedenti e di Cleopatra), di Livia Drusilla e di Agrippa.

## Elenco dei personaggi storici (parziale)

### Adulti
- Cleopatra (Cleopatra VII, Faraone d'Egitto);
- Marco Antonio - membro del Secondo triumvirato;
- Fulvia - terza moglie di M. Antonio;
- Ottavia maggiore - quarta moglie di M. Antonio e sorella di Ottaviano Augusto
- 'Gaio Claudio Marcello - primo marito di Ottavia;
- Ottaviano Augusto
- Scribonia - seconda moglie di Ottaviano;
- Livia Drusilla Claudia - terza moglie di Ottaviano Augusto;
- Tiberio Claudio Nerone - primo marito di Livia Drusilla;
- Lucio Marcio Filippo - marito di Azia maggiore, patrigno di Ottaviano Augusto e Ottavia minore;
- Marco Vipsanio Agrippa - generale e amico di Ottaviano Augusto;
- Gaio Cilnio Mecenate - amico e sostenitore di Ottaviano Augusto;
- Marco Emilio Lepido - triumviro con Ottaviano e Antonio;
- Sesto Pompeo - avversario di Ottaviano, dedito alla pirateria nel Mediterraneo;
- Quinto Dellio - segretario e per così dire "eminenza grigia" di M. Antonio.
- Publio Ventidio Basso - vittorioso generale di Antonio in Oriente;
- Decimo Giunio Bruto Albino- avversario prima di Giulio Cesare, poi di Ottaviano;
- Gaio Asinio Pollione - sostenitore di Antonio, politico e letterato;
- Cornelio Gallo - generale di Ottaviano Augusto;

### Bambini e ragazzi
- Giulia maggiore - figlia di Ottaviano e Scribonia;
- Tiberio, Druso maggiore - figli di Livia Drusilla e del suo primo marito
- Marco Antonio Antillo, Iullo Antonio, - figli di Fulvia e di M. Antonio;
- Antonia maggiore, Antonia minore, - figlie di Ottavia e M. Antonio;
- Claudia Marcella maggiore, Claudia Marcella minore, Marco Claudio Marcello - figli di Ottavia e Marcello;
- Vipsania Agrippina - figlia di M. Vipsanio Agrippa (e della prima moglie);
- Tolomeo XV Cesare detto anche Cesarione - figlio di Cleopatra e C.Giulio Cesare;
- Alessandro Elio, Cleopatra VIII Selene, Tolomeo Filadelfo - figli di Cleopatra e M. Antonio;

## Edizioni in italiano
- Colleen McCullough, Cleopatra, traduzione di AA. VV., Milano, Rizzoli, 2007,  p. 755, ISBN 9788817017695.
- Colleen McCullough, Cleopatra, traduzione di AA. VV., Milano, Rizzoli, 2008.
- Colleen McCullough, Cleopatra, traduzione di AA. VV., Best BUR, Milano, Rizzoli, 13 febbraio 2017,  p. 754, ISBN 9788817098588.